# سيلينات الرصاص
سيلينات الرصاص مركب كيميائي من الرصاص والسيلينيوم والأكسجين صيغته PbSeO4 والذي ينتمي إلى مجموعة السيلينات، ويوجد في الشروط القياسية على شكل صلب بلوري عديم اللون. 

## الوفرة الطبيعية
يمكن للمركب أن يوجد طبيعياً في معدن كيرستنيت.

## التحضير
يحضر المركب من تفاعل نترات الرصاص الثنائي مع سيلينات الصوديوم:
{\displaystyle \mathrm {Pb(NO_{3})_{2}\ +Na_{2}SeO_{4}\rightarrow PbSeO_{4}\downarrow +\ 2\ NaNO_{3}} }

## الخواص
يوجد المركب في الشروط القياسية على شكل بلورات عديمة اللون، والتي هي عملياً غير قابلة للانحلال في الماء؛ وتتفكك عندالتسخين إلى درجات حرارة تتجاوز 500 °س.
يتبلور مركب سيلينات الرصاص وفق نظام بلوري معيني قائم وتتبع الزمرة الفراغية 62 تحت Pnma.